# Wapen van Kaliningrad (stad)

Het wapen van Kaliningrad

Het wapen van Kaliningrad werd op 17 juli 1996 door de Russische stad Kaliningrad aangenomen als het wapen van de stad. 

## Symboliek
De plaats Kaliningrad is ontstaan uit drie plaatsen: Koningsbergen (Duits Königsberg), Löbenicht en Knipal (later Kneiphof). Koningsbergen verkreeg in 1286, 31 jaar na het ontstaan, stadsrechten. Löbenicht kreeg stadsrechten in 1300 en Kneiphof tussen 1300 en 1327. Het oudste stadszegel van Kneiphof is bekend uit 1327. De drie steden werden in 1724 samengevoegd
De oude stad Koningsbergen, later ook aangeduid als Altstadt, kreeg in de 14e eeuw een zegel met daarop een ridder te paard. Dit zegel werd in 1450 vervangen door een zegel dat later het wapen van Altstadt zou worden: gedeeld, het eerste van zilver met daarop een rode kroon, het tweede van rood met daarop een breedarmig kruis. Het grote wapen is gelijk aan het kleine wapen, maar wordt ook gehouden door twee wildemannen en op het schild staat een helm.
Het oude wapen van Löbenicht toonde net als dat van Altstadt een kroon, ditmaal op een blauw veld. Boven en onder de kroon een zilveren zespuntige ster. Ook dit wapen had een helm op het schild, maar nu geen wildemannen maar twee engelen als schildhouders.
Kneiphof gebruikte vanaf 1327 een wapen met daarop een arm die een kroon boven twee golven houdt. Naast de arm staan twee jachthoorn met de mondstukken naar boven gericht. Het schild is hierbij groen van kleur, de kroon en jachthoorns zijn van goud. 
Op het huidige wapen, dat op 17 juli 1996 door Kaliningrad werd aangenomen, staat het oude wapen van de stad afgebeeld, als referentie naar de oude naam van de stad. Het wordt omgeven door een middeleeuws schip, dat symbool staat voor de handel en de havenstad dat Koningsbergen was.

Het wapen van Altstad
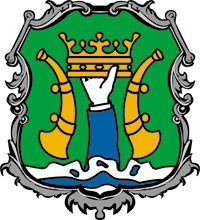
Het wapen van Kneiphof
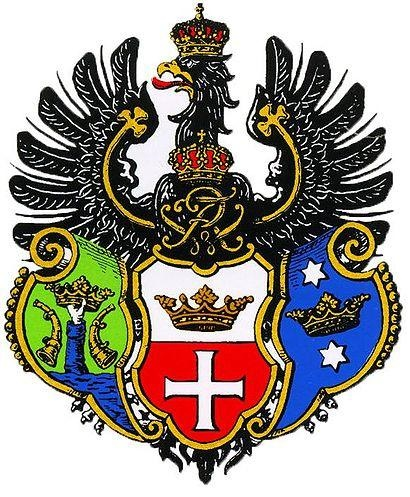
Het wapen van Koningsbergen. Links, voor de kijker rechts, het wapen van Löbenicht